# 竹光
竹光（）とは、竹を削ったものを刀身にして刀のように見せかけたもののことである。現代では、芝居の小道具として用いられる。また、切れ味の悪い安物の刀を嘲ってこう呼んだりもする。

## 概要
竹光は主に真剣の外観的な代用品として製作される。個人の手作りから市販品まで様々なものがあるが、それらをあたかも長光や国光などと同じような「竹光」という刀工が手掛けているかのように言ったもので、通り名や姓名風に「銀紙竹光（）」などとも言い銀紙などを貼り付け真剣の様に見せている。
市販されている竹光の多くは、実際には竹を素材にすることは少なく、樫を削ったものを刀身とすることが多い。真剣風に見せる場合は、水に溶いた卵白を刀身に接着剤として塗り、その上から銀箔を貼って金属光沢を表現した。アルミ箔や錫箔が用いられることもある。
模造刀（模擬刀）と銘打って市販されることもあるが、銃刀法上の「模造刀剣類」は金属の刀身を用いた模造品を指し、竹光は含めない。

## 歴史
平家物語には、刀剣を帯びることが禁じられていた内裏に平忠盛が昇殿した際に、闇討ちを恐れて竹光を持参し周囲を威嚇した話が載せられている。
江戸時代になって平和な世の中になると、生活に困窮した浪人が刀を質入れなどした際に代用されたり、重い刀を常に腰に差しておくことを嫌った武士が代用したりした。
現代ではもっぱらその軽さを殺陣に活かせる為、時代劇の小道具として用いられることが多い。横綱土俵入りの太刀持ちが持つ太刀も拵のみで中身は竹光であり、刀身自体は横綱本人が保管している。

## 派生
- 満州事変時、関東軍は「腰の軍刀は竹光か」と揶揄された。

- 日本の政界では内閣総理大臣（首相）の切り札（伝家の宝刀）である衆議院解散をめぐる動きで、首相の解散権を封じられることを「竹光」になぞらえることもある[4]。

## 脚註
1. 1 2  加藤智士、「殺陣で使用する木刀の種類について」 殺陣道具専門店 武士堂
2. ↑  加山雄三『湘南讃歌』神奈川新聞社〈わが人生 ; 7〉、2007年。ISBN 9784876454082。国立国会図書館書誌ID:000009084550。
3. ↑  銃砲刀剣類所持等取締法第二十二条の四　何人も、業務その他正当な理由による場合を除いては、模造刀剣類（金属で作られ、かつ、刀剣類に著しく類似する形態を有する物で内閣府令で定めるものをいう。）を携帯してはならない。
4. ↑  封じられた解散権　最高裁「違憲」判決＆大震災で 最短でも衆院選は来春以降 産経新聞 2011年4月3日閲覧